# IEEE 802.11bn
| Назва покоління                                              | Стандарт IEEE | Прийнятий | Максимальна швидкість з'єднання (Мбіт/c) | Смуги радіочастот (ГГц) |
| ------------------------------------------------------------ | ------------- | --------- | ---------------------------------------- | ----------------------- |
| Wi-Fi 8                                                      | 802.11bn      | (2028)    | ≤ 100000                                 | 2.4, 5, 6, 7, 42.5, 71  |
| Wi-Fi 7                                                      | 802.11be      | (2024)    | ≤ 46120                                  | 2.4, 5, 6               |
| Wi-Fi 6E                                                     | 802.11ax      | 2020      | ≤ 9608                                   | 6                       |
| Wi-Fi 6                                                      | 802.11ax      | 2019      | ≤ 9608                                   | 2.4, 5                  |
| Wi-Fi 5                                                      | 802.11ac      | 2014      | ≤ 6933                                   | 5                       |
| Wi-Fi 4                                                      | 802.11n       | 2008      | ≤ 600                                    | 2.4, 5                  |
| (Wi-Fi 3)*                                                   | 802.11g       | 2003      | ≤ 54                                     | 2.4                     |
| (Wi-Fi 2)*                                                   | 802.11a       | 1999      | ≤ 54                                     | 5                       |
| (Wi-Fi 1)*                                                   | 802.11b       | 1999      | ≤ 11                                     | 2.4                     |
| (Wi-Fi 0)*                                                   | 802.11        | 1997      | ≤ 2                                      | 2.4                     |
| * Назви Wi-Fi 0, 1, 2, 3 є широковживаними, однак неофіційні |               |           |                                          |                         |

IEEE 802.11bn — наступне покоління стандарту IEEE 802.11, пріоритетом якого є надвисока надійність Wi-Fi — Ultra High Reliability (UHR). Цей стандарт позначається як Wi-Fi 8.
Відповідно до запиту на створення 802.11bn очікується, що технологія UHR також підтримуватиме несучі частоти в діапазонах міліметрових хвиль (42,5 і 71 ГГц), а теоретичний максимум сукупної швидкості сягатиме 100 Гбіт/с.
Станом на квітень 2024 року розробка 802.11bn триває, остаточний варіант очікується навесні 2028 року.